# Tiro esportivo nos Jogos Pan-Americanos de 2011
O tiro esportivo nos Jogos Pan-Americanos de 2011 foi disputado no Club Cinegético Jalisciense, para as provas de arma de fogo, e no Polígono Pan-Americano de Tiro, com as competições de ar comprimido, em Guadalajara, no México. Ao todo foram realizados quinze eventos de tiro ao prato, carabina e pistola entre 16 e 22 de outubro.

## Calendário
| Outubro        | 13 | 14 | 15 | 16 | 17 | 18 | 19 | 20 | 21 | 22 | 23 | 24 | 25 | 26 | 27 | 28 | 29 | 30 |
| -------------- | -- | -- | -- | -- | -- | -- | -- | -- | -- | -- | -- | -- | -- | -- | -- | -- | -- | -- |
| Tiro esportivo |    |    |    | 2  | 2  | 2  | 3  | 1  | 2  | 3  |    |    |    |    |    |    |    |    |

|  | Dia de competição |  | Dia de final |

## Medalhistas
Masculino
| Evento                               | Ouro                                | Prata                               | Bronze                            |
| ------------------------------------ | ----------------------------------- | ----------------------------------- | --------------------------------- |
| Tiro rápido 25 m detalhes            | Emil Milev USA Estados Unidos       | Juan Francisco Pérez CUB Cuba       | Franco Di Mauro VEN Venezuela     |
| Pistola 50 m detalhes                | Sergio Sánchez GUA Guatemala        | Daryl Szarenszki USA Estados Unidos | Júlio Almeida BRA Brasil          |
| Carabina deitado 50 m detalhes       | Michael McPhail USA Estados Unidos  | Alex Suligoy ARG Argentina          | Jason Parker USA Estados Unidos   |
| Carabina três posições 50 m detalhes | Jason Parker USA Estados Unidos     | Matthew Wallace USA Estados Unidos  | Bruno Heck BRA Brasil             |
| Pistola de ar 10 m detalhes          | Daryl Szarenszki USA Estados Unidos | Roger Daniel TRI Trinidad e Tobago  | Júlio Almeida BRA Brasil          |
| Carabina de ar 10 m detalhes         | Matthew Rawlings USA Estados Unidos | Jonathan Hall USA Estados Unidos    | Gonzalo Moncada CHI Chile         |
| Fossa olímpica detalhes              | Jean Pierre Brol GUA Guatemala      | Danilo Caro COL Colômbia            | Roberto Schmits BRA Brasil        |
| Fossa dublê detalhes                 | Walton Eller USA Estados Unidos     | José Torres PUR Porto Rico          | Luiz Fernando da Graça BRA Brasil |
| Skeet detalhes                       | Vincent Hancock USA Estados Unidos  | Guillermo Torres CUB Cuba           | Juan Miguel Rodríguez CUB Cuba    |

Feminino
| Evento                               | Ouro                              | Prata                                | Bronze                               |
| ------------------------------------ | --------------------------------- | ------------------------------------ | ------------------------------------ |
| Pistola 25 m detalhes                | Ana Luiza Mello BRA Brasil        | Sandra Uptagrafft USA Estados Unidos | Maribel Piñeda VEN Venezuela         |
| Carabina três posições 50 m detalhes | Dianelys Pérez CUB Cuba           | Eglys de la Cruz CUB Cuba            | Sarah Beard USA Estados Unidos       |
| Pistola de ar 10 m detalhes          | Dorothy Ludwig CAN Canadá         | Maribel Piñeda VEN Venezuela         | Sandra Uptagrafft USA Estados Unidos |
| Carabina de ar 10 m detalhes         | Emily Caruso USA Estados Unidos   | Eglys de la Cruz CUB Cuba            | Rosa Peña MEX México                 |
| Fossa olímpica detalhes              | Miranda Wilder USA Estados Unidos | Lindsay Boddez CAN Canadá            | Kayle Browning USA Estados Unidos    |
| Skeet detalhes                       | Kimberly Rhode USA Estados Unidos | Francisca Crovetto CHI Chile         | Melisa Gil ARG Argentina             |

## Quadro de medalhas
| Ordem | País                  | Medalha de ouro | Medalha de prata | Medalha de bronze |    |
| ----- | --------------------- | --------------- | ---------------- | ----------------- | -- |
| 1     | USA Estados Unidos    | 10              | 4                | 4                 | 18 |
| 2     | GUA Guatemala         | 2               |                  |                   | 2  |
| 3     | CUB Cuba              | 1               | 4                | 1                 | 6  |
| 4     | CAN Canadá            | 1               | 1                |                   | 2  |
| 5     | BRA Brasil            | 1               |                  | 5                 | 6  |
| 6     | VEN Venezuela         |                 | 1                | 2                 | 3  |
| 7     | ARG Argentina         |                 | 1                | 1                 | 2  |
|       | CHI Chile             |                 | 1                | 1                 | 2  |
| 9     | COL Colômbia          |                 | 1                |                   | 1  |
|       | PUR Porto Rico        |                 | 1                |                   | 1  |
|       | TRI Trinidad e Tobago |                 | 1                |                   | 1  |
| 12    | MEX México            |                 |                  | 1                 | 1  |
| TOTAL | TOTAL                 | 15              | 15               | 15                | 45 |